# Xyloplax janetae
Xyloplax janetae är en sjöstjärneart som beskrevs av Mah 2006. Xyloplax janetae ingår i släktet Xyloplax, ordningen Xyloplacidae, klassen sjöstjärnor, fylumet tagghudingar och riket djur. Inga underarter finns listade i Catalogue of Life.